# Distretto di Thaphabat
Il distretto di Thaphabat è uno dei sei distretti (mueang) della provincia di Bolikhamxai, nel Laos.  Ha come capoluogo la città di Thaphabat.